# Amanda N. Nguyen
Pour les articles homonymes, voir Nguyễn.
Amanda N. Nguyen est la fondatrice et présidente de l'organisation non gouvernementale RISE,.

## Biographie

### Formation et début de carrière
Amanda N. Nguyen obtient un Master des Arts et des Sciences à l'Université Harvard en 2013.
Elle est stagiaire à la NASA en 2013.

### Participation à un vol spatial
Amanda Nguyen est l'une des six femmes qui participent au vol spatial NS-31 de New Shepard, la fusée de Blue Origin, le 14 avril 2025. Elle est la première personne d'origine vietnamienne à se rendre dans l'espace.

## Activisme

### RISE
En 2013, Amanda Ngoc Nguyen est violée alors qu'elle est à l'université, dans le Massachusetts. Elle choisit de ne pas porter plainte immédiatement, découragée par la durée des procédures et les ressources nécessaires pour participer à un procès qui pourrait durer des années,. Après que des policiers l'ont informée du délai de prescription de 15 ans pour les viols commis dans le Massachusetts, elle décide d'engager des poursuites à une date ultérieure. Elle fait réaliser un regroupement de preuves et découvre que les preuves de son viol seront détruites au bout de 6 mois si une demande de prolongation n'est pas déposée malgré le délai de prescription. Elle ne reçoit aucune information officielle sur la méthode pour demander une prolongation. Elle considère que naviguer dans les méandres du système judiciaire est pire que le viol lui-même car il demande à la victime de se souvenir encore et encore de son traumatisme. Amanda Nguyen rencontre d'autres survivantes de viol qui lui racontent des histoires similaires.
En novembre 2014, Nguyen fonde RISE, un organisme sans but lucratif, qui vise à protéger les droits civils des victimes d'agressions sexuelles et de viols. Nguyen dirige l'organisation pendant son temps libre jusqu'en septembre 2016. RISE est seulement composée de bénévoles, et l'organisation recueille des fonds par le biais de GoFundMe. Nguyen explique que son organisation est nommée RISE pour « nous rappeler qu'un petit groupe de citoyens engagés et réfléchis peuvent se lever et changer le monde ». Pour elle, l'objectif de RISE est de faire passer une motion dans les 50 États américains ainsi qu'au niveau fédéral. Elle s'est également rendue au Japon, où un projet de loi similaire a été présenté.

### Motion sur les victimes d'agressions sexuelles
En juillet 2015, Nguyen rencontre la sénatrice du New Hampshire, Jeanne Shaheen, afin de discuter de la législation qui permettrait de protéger le droit des victimes au niveau fédéral, une proposition finalement présentée devant le Congrès des États-Unis en février 2016. Elle collabore aussi avec Change.org et le site humoristique Funny or Die, pour attirer l'attention sur cette loi et encourager les électeurs à la soutenir. Par ailleurs, elle lance une pétition via le site, pour appeler le Congrès à adopter cette loi. La vidéo de Funny or Die et la pétition de Change.org reçoivent le soutien de Judd Apatow et Patricia Arquette sur Twitter. Le 28 février 2016, la pétition de Change.org a reçu 60 000 des 75 000 signatures requises. En octobre 2016, il y avait plus de 100 000 signatures.
Le projet de loi est adopté à l'unanimité par le Sénat en mai et de la Chambre des représentants en septembre. Elle est signée comme loi en octobre 2016 par le président Barack Obama. La nouvelle loi protège, entre autres, le droit d'avoir la preuve d'un kit de viol conservé, sans frais, pour la durée du délai de prescription.

## Distinctions
- 2016 : Young Women's Honors Award de Marie Claire[23]
- 2016 : Top 100 Public Intellectuals Poll de Foreign Policy[22]
- 2017 : conférencière lors de Marche des femmes à Washington[17]
- 2017 : 30 Under 30 de Forbes[17]
- 2014 : 40 Women to Watch de The Tempest[24]
- 2018 : Heinz Award en politique publique[25]
- 2019 : Time Next 100[26]

Elle est proposée pour le Prix Nobel de la paix en 2019 par les représentantes Mimi Walters et Zoe Lofgren,